# Andrena magnipunctata
Andrena magnipunctata is een vliesvleugelig insect uit de familie Andrenidae. De wetenschappelijke naam van de soort is voor het eerst geldig gepubliceerd in 1989 door Kim & Kim.